# Скотний Валерій Григорович
Скотний Валерій Григорович (нар. 22 квітня 1948, село Ситківці, тепер Немирівського району Вінницької області — пом. 5 листопада 2011, місто Дрогобич Львівської області) — ректор Дрогобицького педагогічного університету, учений-культуролог, доктор філософських наук (2003), професор, заслужений працівник освіти України (2001).

## Біографія
Народився 22 квітня 1948 року у селі Ситківці Ситківецького району Вінницької області. У 1966 р. закінчив Ситковецьку середню школу із золотою медаллю. 
У 1973 р. вступив до Київського державного університету ім. Т. Г. Шевченка. Навчався на філософському факультеті, був відмінником навчання, стипендіатом міжнародного фонду ім. Дж. Бертала. 
З 1979 року, після завершення навчання, скерований на викладацьку роботу до Дрогобицького педагогічного інституту. Цього ж року вступив до аспірантури при Київському державному університеті ім. Т. Г. Шевченка. Працював асистентом, старшим викладачем, доцентом, завідувачем кафедри філософії Дрогобицького педагогічного інституту імені Івана Франка.
У жовтні 1988 року на зборах трудового колективу обраний ректором Дрогобицького педагогічного інституту імені Івана Франка.
З січня 1989 року по 5 листопада 2011 року — ректор Дрогобицького педагогічного інституту імені Івана Франка (тепер — Дрогобицький державний педагогічний університет імені Івана Франка.

## Наукова діяльність
Наукові інтереси Валерія Скотного досить широкі, але провідною темою його досліджень були людинознавчі, культурологічні, народознавчі і світоглядні проблеми. Загалом його перу належить понад 130 наукових досліджень. Він — співавтор і головний організатор створення капітальної праці «Українська культура і сучасність», дослідження «Лекції з історії світової і вітчизняної культури», а також фундаментальної "Економічної енциклопедії" у трьох томах, автор монографій "Раціональне та ірраціональне в науці й освіті", «Філософія освіти: екзистенція ірраціонального в раціональному», підручника «Філософія: історичний і систематичний курс», численних статей у наукових збірниках і журналах, що виходять в Україні та за кордоном. З ініціативи і за активної участі В. Скотного кафедра філософії ДДПУ започаткувала у 1980 р. щорічні наукові людинознавчі читання «Гуманізм. Людина …», метою яких є спрямування наукової громадськості на розробку фундаментальних цінностей людського життя гуманістично визначеного змісту.
Крім того, за його ініціативи відкрито аспірантуру у Дрогобицькому державному педагогічному університеті і нині тут ведеться підготовка з 15 спеціальностей.
Помер 5 листопада 2011 року на 64-му році життя.